# Bem-vindo à família
Bem-vindo à família é uma série de televisão espanhola de comédia e humor negro que estreou na TV3 em 22 de janeiro de 2018. Criado por Pau Freixas e Ivan Mercadé, conta as periferias da família de Ângela, uma mulher divorciada com três filhos que se apoderaram da casa. A série apresenta referências à Modern Family e Shameless e o gênero é uma "comédia a la italiana".
Esta série é conhecida em Espanha devido a ser uma das poucas séries com idioma original catalão.
Em julho de 2018, foi anunciado que a Netflix havia adquirido os direitos para transmitir a série em todo o mundo em uma versão original em catalão, dublada em espanhol e com legendas e áudios em vários idiomas. No entanto, apenas a primeira temporada se encontra na plataforma da Netflix.

## Enredo
Ângela é uma mulher mal-humorada, mãe de três filhos. Desde que seu marido a abandonou, mover sua família para frente tornou-se uma batalha diária. A situação é complicada quando, certa manhã, quando ele volta do trabalho, o banco aparece em sua casa e, diante de seus filhos, ele diz que estão ocupando o apartamento. Ângela é forçada a aparecer na casa de seu pai, com quem ela não fala há mais de 10 anos.

## Elenco

### Atores principais
- Melani Olivares - Ângela Navarro Garrofer
- Iván Massagué - Fernando "Nando" García
- Yolanda Ramos - Vitória Argenter
- Nao Albet - Francesc "Fran" García Navarro
- Georgina Amorós - Àlex
- Leïti Séne - David García Navarro
- Nonna Cardoner - Sara García Navarro
- Lluís Villanueva - Raül Dorado
- Santi Millán - Manu García (a partir da 2 temporada)

#### Colaboração especial
- Simón Andreu - Eduardo Navarro Gil †

### Atores secundários
- Àlex Maruny - Dídac
- Betsy Túrnez - Adela
- Francesc Ferreiro - Pere Perelló[5]
- Miquel Fernández - Miquel Ibáñez Monroy
- Eva Santolaria - Lili
- Elisabet Casanovas - Paula
- Joan Carreras - Marcos Navarro Garrofer
- Quimet Plano - Leo
- Carme Sansa - Berta
- Aina Clotet - Lola
- Maribel Fernàndez - Rosa Garrofer

## Episódios
| Episódios               | Duração |
| ----------------------- | ------- |
| 1- "Eduardo"            | 55 min  |
| 2- "A arca"             | 48 min  |
| 3- "A bateria"          | 51 min  |
| 4- "O quadro"           | 47 min  |
| 5- "Lola"               | 53 min  |
| 6- "Adela"              | 46 min  |
| 7- "Avó"                | 47 min  |
| 8- "Leo"                | 45 min  |
| 9- "Miquel"             | 48 min  |
| 10- "O acidente"        | 44 min  |
| 11- "O simulacro"       | 44 min  |
| 12- "O enterro"         | 48 min  |
| 13- " A família"        | 46 min  |
| 14- "Manu"              | 46 min  |
| 15- "A troca"           | 48 min  |
| 16- "O roubo"           | 48 min  |
| 17- "O cordão policial" | 48 min  |
| 18- " A traição"        | 42 min  |
| 19- "Cracóvia"          | 46 min  |
| 20- "Verão 92"          | 44 min  |
| 21- "Em busca de Leo"   | 47 min  |
| 22- "O novo testamento" | 48 min  |
| 23- "O voo"             | 47 min  |
| 24- "O nicho"           | 46 min  |
| 25- "O embuste"         | 41 min  |
| 26- "O casamento"       | 51 min  |

## Prémios e nomeações

### Zapping Awards (2020)
Categoria "Melhor Ator" Santi Millán- Indicado

### Zapping Awards (2019)
Categoria "Melhor Série"- Indicado
Categoria "Melhor atriz" Yolanda Ramos- Venceu

## Recepção
La primera temporada de la serie se estrenó el 22 de enero con 777.000 espectadores y una cuota del 25,8%. Con estas cifras se convirtió en el mejor estreno de una ficción en TV3 en los últimos diez años. Durante los 13 capítulos de la primera temporada la serie lideró la franja con una media de 483.000 espectadores y un 16,5% de cuota.
A Núvol publicou uma revisão do primeiro episódio que considerou que foi conseguido com sucesso a possibilidade de desfrutar do humor negro com a família.